# Lago Ouiouane
El lago Ouiouane es un lago situado en el parque nacional de Jenifra, en Marruecos, en el Atlas Medio, a 1600 metros sobre el nivel del mar.y los bosques de cedros, que son los más grandes de Marruecos. Se encuentra a 10 kilómetros de las cabeceras del río Morbeya y a 37 kilómetros de M'rirt. Está incluido en la lista Ramsar de humedales de importancia mundial.
El lago Ouiouane alberga una gran variedad de especies de peces, incluidas la carpa y la trucha.